# Adetus similis
Adetus similis es una especie de escarabajo del género Adetus, familia Cerambycidae. Fue descrita científicamente por Bruch en 1939.
Habita en Argentina, Bolivia, Paraguay y Uruguay.